# Siergiej Klugin
Siergiej Pietrowicz Klugin ros. Сергей Петрович Клюгин (ur. 24 marca 1974 w Kineszmie) – rosyjski lekkoatleta, specjalista od skoku wzwyż.
Zdobył srebrny medal na mistrzostwach Europy juniorów w 1991 w Salonikach. Po raz pierwszy pokonał wysokość 2,30 m w 1997. Na mistrzostwach świata w 1997 w Atenach zajął 11. miejsce. Swój rekord życiowy (2,36 m) ustanowił w 1998. W tym samym roku zdobył brązowy medal na mistrzostwach Europy w Budapeszcie. 
W 2000 odniósł swój życiowy sukces, zdobywając złoty medal igrzysk olimpijskich w Sydney wynikiem 2,35 m. Na mistrzostwach świata w 2001 w Edmonton zajął 4. miejsce ex aequo ze Stefanem Holmem ze Szwecji. 
Był mistrzem Rosji w skoku wzwyż w 2000 i 2001.